# Unió Esportiva Lleida
La Unió Esportiva Lleida fue un club de fútbol español situado en Lérida, Cataluña. Jugó en el sistema español de ligas de fútbol y durante el tiempo que existió fue el equipo más representativo de la provincia de Lérida.
El equipo se fundó en 1939, como Lérida Balompié, a partir de la unión de varios clubes de la ciudad. Sin embargo, no adquirió su estructura tradicional hasta marzo de 1947, cuando se unió a otro club ilerdense, el Club Deportivo Leridano, para formar la Unión Deportiva Lérida. En 1978 cambió de nombre a Unió Esportiva Lleida. En toda su historia, el club jugó dos veces en la Primera División de España pero no se mantuvo: su debut fue en la temporada 1950/51, en la que terminaron colistas, y volvieron en el año 1993/94, en que quedaron en penúltima posición.
En los últimos años, la entidad tuvo graves problemas económicos que la llevaron a declarar concurso de acreedores en julio de 2010. La deuda de la UE Lleida ascendía a 28 millones de euros y no existían posibilidades de rebajarla, por lo que se decretó su desaparición y la venta de su plaza en Segunda B. Su sustituto es el Club Lleida Esportiu.

## Historia

### Creación del equipo (1939 a 1947)
La entidad se creó en la primavera de 1939, pocos meses después de que finalizara la guerra civil española. Varias sociedades deportivas leridanas como el Lleida Sport Club, la Associació Esportiva Lleida Calaveres y la Asociación de Ex Alumnos Maristas (AEM), se unieron para crear un club representativo de la ciudad de Lérida. Dicha unión fue forzada por las autoridades. El presidente de la AEM aportó el estadio para el club, el actual Camp d'Esports, que se construyó en 1919 y continúa abierto.
El primer presidente del Lérida Balompié fue Sebastià Tàpies y el primer entrenador fue José Pérez. Con una equipación de camisa celeste y pantalón blanco, el club disputó su primer encuentro el 5 de noviembre de 1939 frente a un club de la provincia, el Borjas Blancas. Partiendo de categorías regionales, el club ascendió peldaños hasta que subió a Tercera División española en la temporada 1943/44. El Lérida Balompié no era el único club que entonces existía en la ciudad; también estaba el Club Deportivo Leridano, fundado en 1941 y vinculado al Ejército español.
Aunque el Lérida Balompié aseguró su permanencia en Tercera, sus resultados deportivos estaban por debajo de las expectativas. Por ello, las autoridades impulsaron la fusión entre ese equipo y el Leridano, y el 9 de marzo de 1947 se constituyó oficialmente la Unión Deportiva Lérida. Para facilitar las cosas, el Camp d'Esports fue remodelado y el club gozó de un mayor presupuesto. La nueva entidad conservó el color celeste en la equipación. Poco a poco, el nuevo equipo mejoró su clasificación, y en la temporada 1948/49 quedaron campeones de Tercera, por lo que jugaron en Segunda División la temporada siguiente.

### Ascensos y debut en Primera División (1950 a 1951)
El equipo debutó en Segunda en la temporada 1949/50, cuando esta categoría estaba dividida en dos grupos. Aunque el objetivo era la permanencia, sorprendió al terminar en segundo puesto del grupo norte y se clasificó para la liguilla de ascenso a la máxima categoría. Con dos plazas para cuatro equipos —Racing de Santander, Murcia y Alcoyano—, el conjunto leridano terminó segundo y subió a Primera División, bajo la presidencia de Eduard Estadella. Su ascenso se decidió en el último partido de la liguilla, con victoria de los catalanes sobre el Murcia por 4:1.
La UE Lleida fue, después del Real Valladolid, el segundo equipo que consiguió subir a Primera en su debut en la división de plata. Sin embargo, esa trayectoria ascendente no se correspondió con una buena campaña en la máxima categoría. En la temporada 1950/51, el club terminó en última posición y descendió, con múltiples goleadas como local y visitante. Los leridanos no ganaron ningún partido fuera de su estadio y terminaron la temporada con 134 goles encajados, récord negativo en toda la historia de la competición. Su mejor jugador fue Ignacio Bidegain, delantero vasco que logró ocho goles en 17 partidos.

### Estancamiento y crisis deportiva (1951 a 1987)
Cuando regresó a Segunda División, el club se marcó como objetivo el regreso a la máxima categoría. En ese tiempo, se desarrolló un acuerdo de colaboración con el Fútbol Club Barcelona por el que los culés les cedían jugadores y tenían opción preferencial sobre sus mejores jugadores. Sin embargo, lo más cerca que estuvo fue una tercera posición en la temporada 1953/54. Tras seis temporadas en la segunda categoría, el club leridano bajó a Tercera en la temporada 1956/57.
Durante los años 1960 el objetivo fue el ascenso a Segunda División, que no consiguió hasta la temporada 1964/65. En este sentido fue esencial la llegada a la presidencia de Ramón Vilaltella. En la fase de ascenso, los catalanes derrotaron al Deportivo Alavés y al Calvo Sotelo de Andorra. Aunque el equipo leridano esperaba tener un rendimiento similar al que tuvo en los años 1950, los resultados no acompañaron y la entidad tuvo muchos problemas para mantenerse. Finalmente, en el año 1967/68 el club bajó a Tercera, lo que provocó un descenso en el número de socios y una caída en la asistencia al campo. La pobre respuesta de los aficionados motivó a su vez la dimisión del presidente Vilaltella y el club tuvo problemas financieros que le obligaron a deshacerse de sus mejores jugadores.
Sin profesionales que pudieran garantizar su permanencia, el club bajó a Territorial Preferente en el año 1969/70. En esa categoría permaneció solo un año, pues finalizó la temporada como campeón. A su regreso en la división de bronce, los leridanos tuvieron problemas para luchar por la permanencia y el objetivo de la Segunda División estaba cada vez más lejos.
Con la llegada de la democracia, el club tuvo varios cambios. Se modificó el nombre oficial por Unió Esportiva Lleida, que se mantuvo hasta su desaparición. También se cambió el color de la equipación del celeste al azul y se pasó al azul oscuro en 1985. En lo deportivo, el club subió a la recién creada Segunda División B en la temporada 1977/78 al terminar entre los diez primeros de su grupo en Tercera. La UE Lleida consiguió estabilidad, pero la asistencia al campo continuó siendo baja porque los resultados no acompañaron.

### Regreso a Segunda División y ascenso (1987 a 1993)

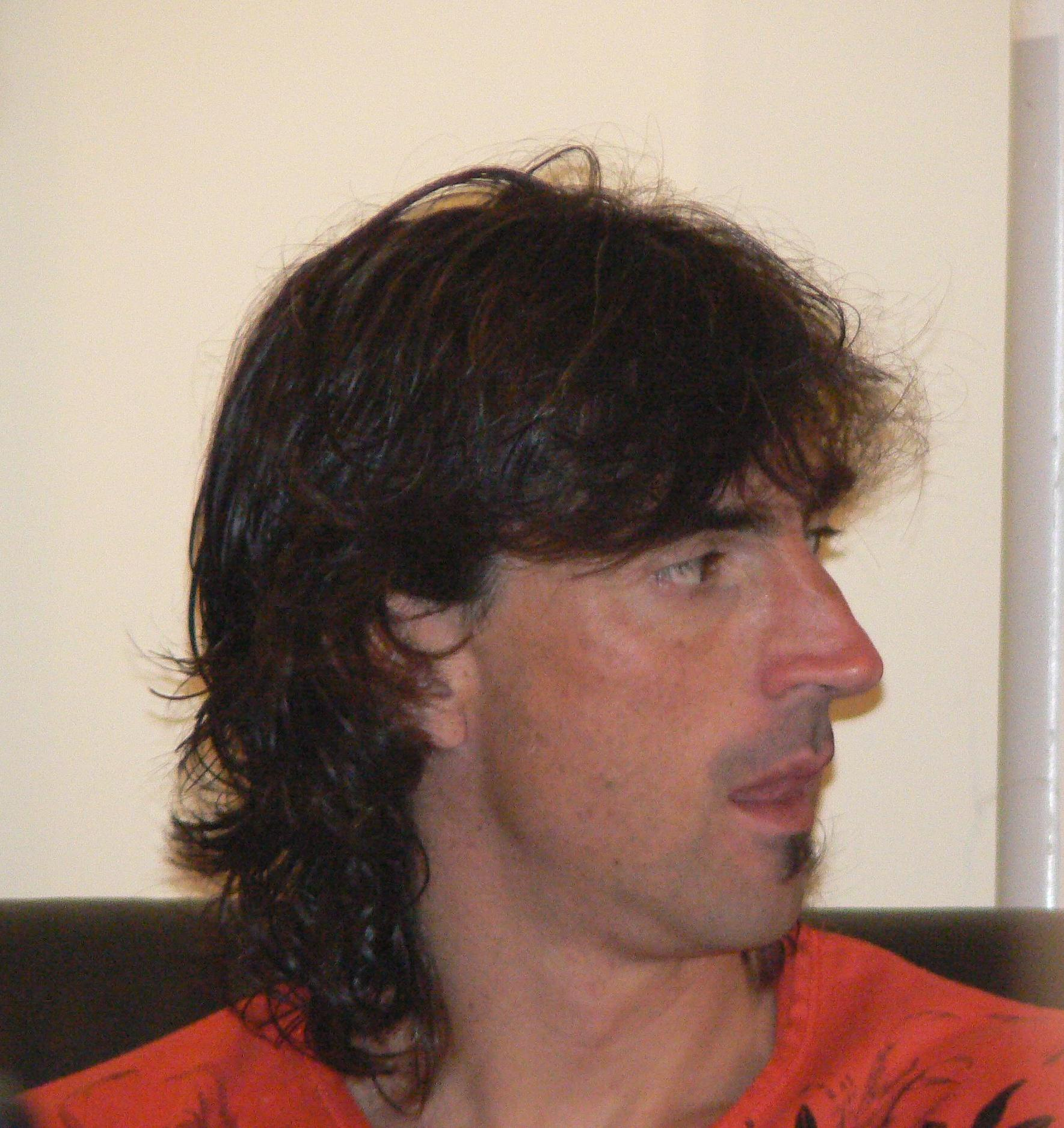
Amavisca jugó en la UE Lleida en la temporada 1991/92.

Veintidós años después, la UE Lleida subió a Segunda División en la temporada 1986/87. A las órdenes de Jordi Gonzalvo, los catalanes cuajaron una buena temporada y lograron el ascenso a falta de una jornada, frente al Almería CF. En 1987, el Ayuntamiento comenzó a organizar el Trofeo Ciudad de Lérida (oficialmente conocido como Trofeu Ciutat de Lleida).
En su regreso en la temporada 1987/88, el club cuajó un buen año que le permitió finalizar en sexta posición. Sin embargo, un año después la situación cambió por completo y se fue a las últimas posiciones. El técnico Koldo Aguirre fue cesado y se produjo la llegada como técnico de José Manuel Esnal "Mané", quien no pudo hacer nada para evitar el descenso. Pese al descenso, Mané continuó al frente y formó un bloque sólido que devolvió a la UE Lleida a la Segunda División, coincidiendo con las bodas de oro de la entidad, como campeón de grupo en la campaña 1989/90. Destacaron en ese tiempo jugadores como Mariano Azcona, quien fue máximo goleador de la categoría con 26 tantos.
En 1992, año en que la UE Lleida se convierte en sociedad anónima deportiva, se mejoraron los resultados y el objetivo del ascenso estaba más claro. Mané continuó liderando el proyecto, para el que contó con futbolistas como James Cantero y José Emilio Amavisca. Tras dos temporadas en las que se quedó en la parte alta de la tabla, los ilerdenses ascendieron a Primera División el 5 de junio de 1993 con una victoria por 3:0 frente al CD Badajoz. El portero croata Mauro Ravnić ganó el Trofeo Zamora de la categoría.

### Nueva etapa en Primera División (1993 a 1994)
La UE Lleida afrontó la temporada 1993/94 en Primera División con una renovación de la plantilla. La mitad de la plantilla que ascendió fue traspasada y, en su lugar, llegaron jugadores cedidos, descartes con experiencia en la máxima categoría y estrellas internacionales como Nikola Milinković y el delantero Søren Andersen, procedente del Aarhus GF. El presupuesto también se amplió y el Camp d'Esports se remodeló por completo. Sus obras no concluyeron hasta finales de temporada, lo que frenó la llegada de nuevos socios.
Pese al esfuerzo por lograr la permanencia, la UE Lleida cuajó una mala primera vuelta, que le llevó a los puestos de descenso. No ganó su primer partido en casa hasta el 12 de diciembre, por 1:0 al Real Valladolid. El rendimiento de los fichajes no fue el esperado y, mediada la temporada, el club tuvo que contratar otro delantero, el uruguayo Gustavo Matosas. Sin embargo, la situación no pudo corregirse a tiempo y el club catalán terminó en penúltimo lugar, a tres puntos de la permanencia.
Pese a la mala temporada, la UE Lleida dio dos sorpresas al vencer a los principales equipos de la liga española. Los leridanos ganaron el 21 de noviembre de 1993 al FC Barcelona en el Camp Nou por 0:1, con un gol de Jaime Quesada a cinco minutos del final. Y el 6 de marzo de 1994, la UE Lleida ganó al Real Madrid por 2:1, con goles de Sergi Parés y Andersen. El partido también fue recordado por la fuerte bronca del entrenador madridista, Benito Floro, a sus jugadores en el descanso.
Tras su descenso, la UE Lleida fue uno de los máximos favoritos en Segunda División para recobrar la categoría en el año 1994/95. Terminó tercero en la liga regular, a un puesto del ascenso directo, por lo que tuvo que enfrentarse en la promoción al Real Sporting de Gijón. En el partido de ida los catalanes empataron en su campo 2:2, pero en la vuelta los asturianos vencieron por 3:2 en El Molinón. Mané abandonó el banquillo del Lleida tras ocho temporadas y el club afrontaba una nueva etapa de su historia.

### Últimos años de existencia (1994 a 2010)

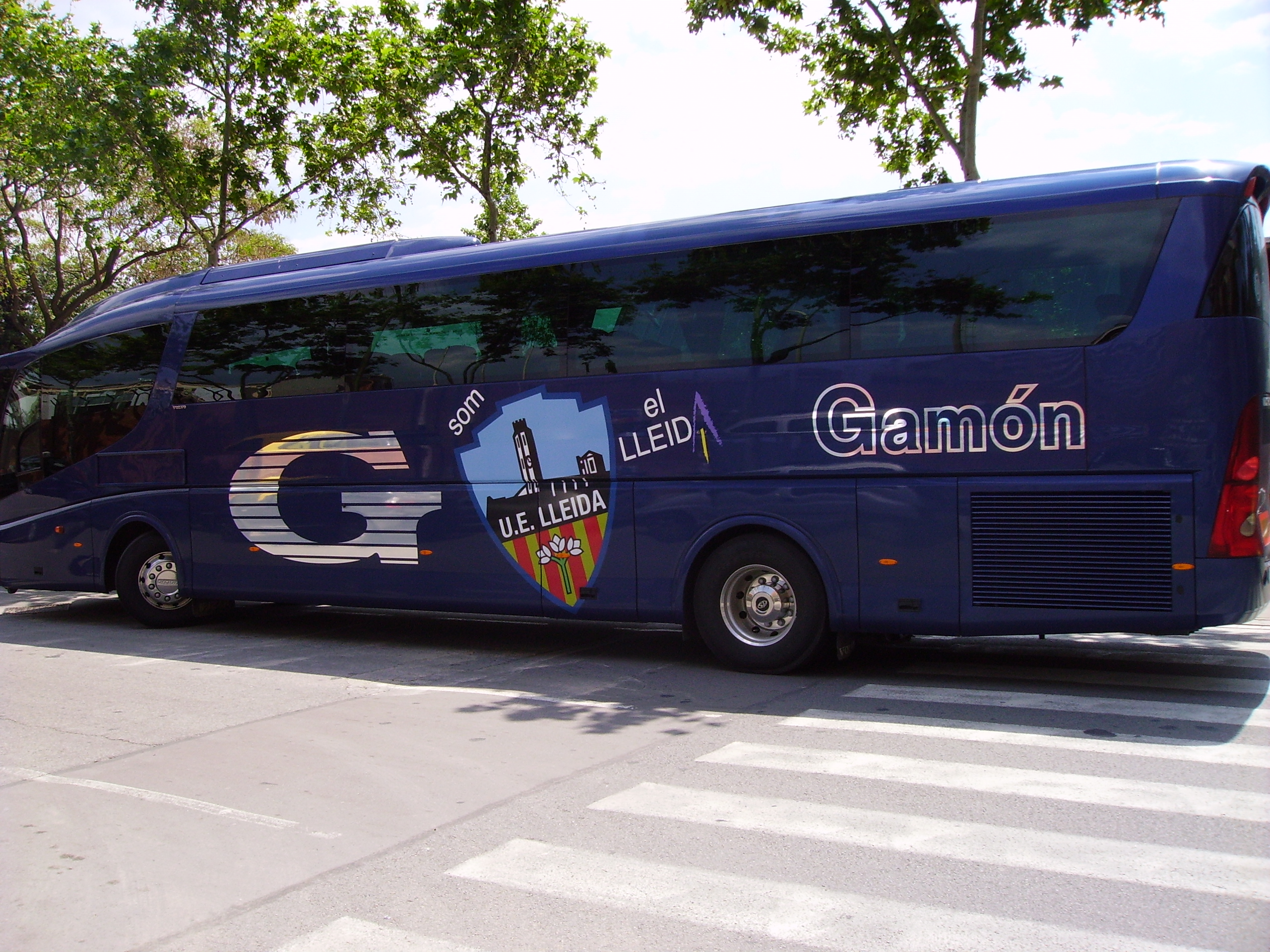
Un autobús de la Unió Esportiva Lleida.

El objetivo continuó siendo el ascenso, para lo que se contrataron jugadores con experiencia en la máxima categoría y entrenadores como Juande Ramos. También hubo fichajes llamativos como el de Sotaro Yasunaga, primer japonés que jugó en la Liga Nacional de Fútbol Profesional. Sin embargo, no pudieron igualarse los resultados de Mané y la UE Lleida se quedó estancada en la Segunda División. En 1998 se llegó como máximo accionista Tatxo Benet, socio fundador y directivo de Mediapro, que aguantó en la entidad hasta 2010.
Una de las mejores campañas del Lleida se produjo en la temporada 1999/2000, cuando se clasificó en quinto lugar y estuvo a punto de meterse en puestos de ascenso. El club estaba a las órdenes de Víctor Muñoz y en esa plantilla figuraron jugadores como Quique Álvarez, que más tarde jugó en la máxima categoría al igual que Raúl Tamudo. Pese al éxito de ese año, el equipo tuvo que vender a sus mejores jugadores y acometió una reforma completa de la plantilla para el año 2000/01, con contrataciones como Carles Busquets. Los nuevos fichajes no dieron el rendimiento esperado y, contra todo pronóstico, el equipo terminó colista, lo que le costó su descenso a Segunda División B.

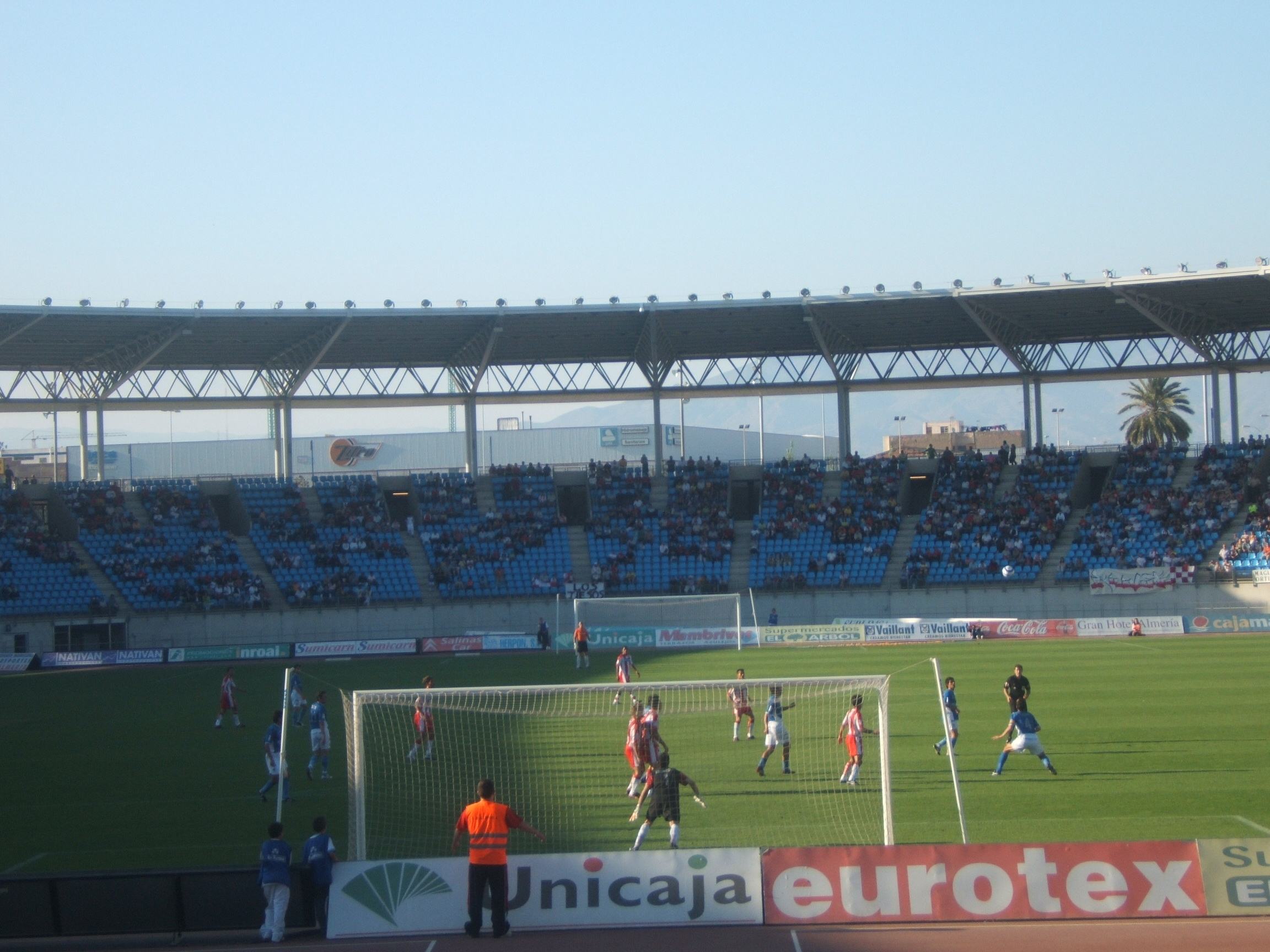
Partido disputado entre la UD Almería y la UE Lleida en la temporada 2004-05.

La UE Lleida se marcó como objetivo el retorno a división de plata, pero no lo logró hasta tres temporadas después. En la temporada 2003/04, los catalanes lideraron su grupo de la fase regular y se impusieron a la Cultural Leonesa, al Celta B y a la Unión Deportiva Pájara-Playas de Jandía en la fase de ascenso a Segunda. Para cumplir los requisitos económicos de la LaLiga, la entidad hizo una ampliación de capital. A partir de ahí, las prioridades cambiaron y el nuevo objetivo era la lucha por la permanencia, para lo que se contó con jugadores curtidos en el fútbol catalán, como Nakor Bueno y Sergio Rodríguez. Aguantó dos temporadas, hasta que en la temporada 2005/06 bajó a Segunda B.

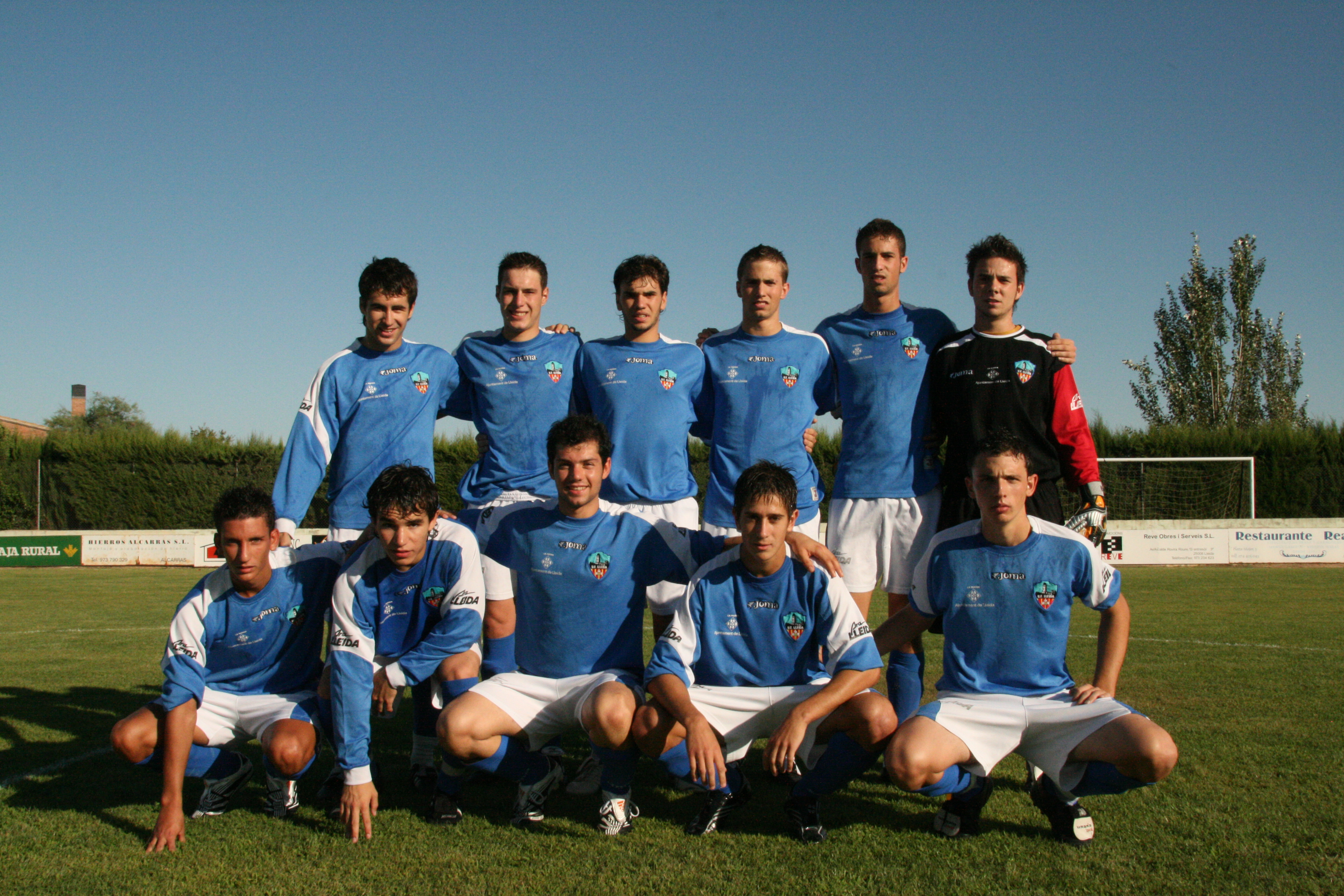
Juveniles de la UE Lleida en agosto de 2007.

Después de ese nuevo descenso, la UE Lleida se mantuvo durante varias temporadas en Segunda División B, con más apuros económicos que deportivos. Sin dinero en las cuentas, tuvo que contar con jugadores canteranos y cedidos. Por ejemplo, el exjugador Miguel Rubio sirvió como entrenador durante varias temporadas hasta 2006. La entidad registró deudas fruto de una mala gestión y del dinero invertido en años anteriores para volver a Segunda División.

### Desaparición (2010 a 2011)
El 25 de junio de 2010, el máximo accionista Tatxo Benet abandonó la gestión del club y cedió todas sus acciones a la empresaria Annabel Junyent. Pocos días después, la UE Lleida declaró su concurso de acreedores en un último intento para reflotar la empresa. Sin embargo, la nueva directiva no entregó un plan de viabilidad en el plazo previsto.
En el informe realizado para el concurso de acreedores, se estableció la deuda total de la entidad en 28 millones de euros, de los cuales la mitad correspondían a deudas con la seguridad social. Pero como no se entregó el plan de viabilidad, se decretó la liquidación de la Unió Esportiva Lleida y su desaparición. El último partido que disputó fue el 15 de mayo de 2011 contra el CE L'Hospitalet. Cuando terminó la temporada, se puso su plaza en Segunda B a subasta. Un grupo inversor liderador por empresario local Sisco Pujol la adquirió y creó como sustituto el Club Lleida Esportiu.

## Denominaciones
A continuación se listan las distintas denominaciones que ha usado el club a lo largo de su historia:
- Unión Deportiva Lérida (1947-1978)
- Unió Esportiva Lleida (1978-1992)
- Unió Esportiva Lleida, S.A.D. (1992- 2011)

## Escudo
El escudo de la Unió Esportiva Lleida refleja el blasón de la ciudad de Lérida y uno de sus atractivos turísticos más populares. En la parte superior figura la Catedral de la Seo Vieja sobre un fondo azul cielo; en el centro el nombre del club sobre fondo negro, y en la parte inferior el escudo de armas de Lérida, compuesto por un fondo de oro con cuatro barras de gules, y una rama de lirio de tres tallos de sinople.
Aunque la base del escudo ha sido siempre la misma, se han hecho modificaciones para modernizarlo, que pasan por estilizar el diseño de la Seo Vieja. Además, también se ha cambiado su nombre para reflejar las denominaciones sociales que ha tenido. El escudo es un diseño muy similar al que usaba el Lérida Balompié fundado en 1939.

## Datos del club

### Datos estadísticos
- Temporadas en 1.ª: 2 
  - Mejor puesto: 16º (1950-51)
  - Peor puesto: 19º  (1993-94)
- Puesto en clasificación histórica de 1ª división: 59 (actualizado a temporada 2025-26)
  - Mayor victoria como local: U.D. Lérida 3-1 CD Alcoyano (1950-51)
  - Mayor victoria como visitante: Real Sociedad 1-3 U.E. Lleida (1993-94)
  - Mayor derrota como local: 
    - U.D. Lérida 1-6 Real Madrid C. F. (1950-51)
    - U.D. Lérida 1-6 Valencia C. F. (1950-51)

  - Mayor derrota como visitante: Atlético de Bilbao 10-0 U.D. Lérida (1950-51)
- Temporadas en 2.ª: 24
- Puesto en clasificación histórica de 2ª división: 40 (actualizado a temporada 2018-19)
- Temporadas en 2ªB: 19
- Temporadas en 3.ª: 18
- Temporadas en Copa del Rey: 41 [16]

#### Resumen estadístico
Nota: En negrita competiciones activas.
| Competición                  | P.J. | P.G. | P.E. | P.P. | G.F. | G.C. | Mejor resultado |
| ---------------------------- | ---- | ---- | ---- | ---- | ---- | ---- | --------------- |
|                              |      |      |      |      |      |      |                 |
| Primera división             | 68   | 13   | 14   | 41   | 70   | 182  | 16.º            |
| Segunda división             | 864  | 322  | 206  | 336  | 1120 | 1129 | Campeón         |
| Segunda división B           | 726  | 294  | 205  | 227  | 941  | 769  | Campeón         |
| Tercera división             |      |      |      |      |      |      | Campeón         |
| Campeonato de España de Copa | ??   | ??   | ??   | ??   | ??   | ??   | ??              |
| Total                        | ??   | ??   | ??   | ??   | ??   | ??   | 4 Títulos       |

## Uniforme
Los colores distintivos de la Unió Esportiva Lleida son el azul en la camiseta y el blanco en el pantalón (aunque cabe destacar que los primeros partidos fueron disputados con pantalón negro). La primera junta directiva del club escogió estos tonos al ser los colores marianos de la Asociación de Ex Alumnos Maristas (AEM), una de las entidades fundadoras de la Unió Esportiva Lleida.
El tono azul ha variado con el paso del tiempo. Al principio era azul celeste, pero en los años 1980 comenzó a usarse un azul más oscuro. A lo largo de su historia la equipación ha sido diseñada por marcas como Adidas y Kappa. El último fabricante de la UE Lleida fue Elements.
| 1939      | 1940 | 1952 | 1960 | 1976-1985 |
| 1985-2010 |      |      |      |           |

### Indumentaria y patrocinador
Las siguientes tablas detallan cronológicamente las empresas proveedoras de indumentaria y los patrocinadores que ha tenido la Unió Esportiva Lleida desde los años 1980:
| Periodo   | Proveedor |
| --------- | --------- |
| 1980-1986 | Meyba     |
| 1988-1990 | Hummels   |
| 1990-1992 | Bemiser   |
| 1992-1996 | Adidas    |
| 1996-2002 | Kappa     |
| 2002-2004 | Bemiser   |
| 2004-2007 | Joma      |
| 2008-2011 | Elements  |

| Periodo   | Patrocinador           |
| --------- | ---------------------- |
| 1985-1986 | Leche El Castillo      |
| 1986-1988 | Pryca                  |
| 1988-1990 | Tatra                  |
| 1990-1992 | SAFYC / Ara Lleida     |
| 1992-1993 | Boya                   |
| 1993-2000 | Ara Lleida             |
| 2000-2002 | Mobel Línea            |
| 2003-2005 | Medilast Sport         |
| 2005-2006 | IMUR                   |
| 2006-2007 | Ciutat Esportiva       |
| 2007-2009 | Lleida '08             |
| 2009-2011 | Ferretería Ramon Soler |

## Estadio
El estadio donde la UE Lleida jugó sus partidos como local es el Camp d'Esports de Lleida, con capacidad para 13.500 personas aproximadamente, dimensiones de 102 por 68 metros, y césped natural.
El Camp d'Esports es uno de los campos de fútbol más antiguos de España. Se inauguró el 1 de enero de 1919, y en él jugó uno de los primeros clubes de Lérida, el Joventut FC. Su diseño corrió a cargo del arquitecto leridano Adolf Florensa. Además de fútbol, el campo ha albergado otros deportes.
Con el paso del tiempo, el Camp d'Esports ha sufrido varias ampliaciones y remodelaciones, para dotarlo de un mayor aforo. La mayor renovación se dio en 1993, cuando se homologó a las normas de la Liga Nacional de Fútbol Profesional con medidas de seguridad, iluminación y eliminación de las localidades sin asiento. Actualmente el campo sigue abierto, y en él juega sus partidos el Club Lleida Esportiu.

## Jugadores

### Más partidos en 1.ª división
| Posición | Nombre             | Partidos |
| -------- | ------------------ | -------- |
| 1°       | Mauro Ravnić       | 37       |
| 2°       | Urbano Ortega      | 36       |
| 3°       | Virgilio Hernández | 35       |
|          | Miguel Rubio       | 35       |

### Máximos goleadores en 1.ª división
| Posición | Nombre            | Goles |
| -------- | ----------------- | ----- |
| 1°       | Ignacio Bidegain  | 8     |
| 2°       | Luis Pellicer     | 7     |
| 3°       | Nikola Milinković | 6     |

## Entrenadores
| Temporada | Entrenador            |
| --------- | --------------------- |
| 1947-48   | José Peralta          |
| 1948-49   | Juan Romans           |
| 1949-50   | Emilio Vidal Llanes   |
| 1950-51   | Emilio Vidal Llanes   |
|           | Francisco Pirla       |
| 1951-52   | Juan Gómez de Lecube  |
|           | José María Burset     |
| 1952-53   | Rogelio Santiago Lelé |
| 1953-54   | Rogelio Santiago Lelé |
| 1954-55   | Gaspar Rubio          |
|           | Juan José Nogués      |
| 1955-56   | José Valero           |
| 1956-57   | Vicente Sasot         |
|           | Edmundo Suárez Mundo  |
| 1957-58   | Rogelio Santiago Lelé |
| 1958-59   | Rogelio Santiago Lelé |
| 1959-60   | Nicolae Simatoc       |
| 1960-61   | José Rivero           |
|           | Antonio Molinos       |
| 1961-62   | Manolo Bademunt       |
| 1962-63   | Gabriel Taltavull     |
|           | Marcel Domingo        |
| 1963-64   | Rogelio Santiago Lelé |
| 1964-65   | Rogelio Santiago Lelé |
|           | Josep Seguer          |
| 1965-66   | Josep Seguer          |
| 1966-67   | Josep Seguer          |
|           | Rosendo Hernández     |
| 1967-68   | Enrique Martín        |
|           | Manolo Bademunt       |
|           | Miguel Murueta        |
| 1968-69   | José Juncosa          |
|           | Satur Grech           |

| Temporada |                          |
| --------- | ------------------------ |
| 1969-70   | Manolo Bademunt          |
|           | José Luis Riera          |
| 1970-71   | Agustín Faura            |
|           | Satur Grech              |
| 1971-72   | Manuel Ruiz Sosa         |
| 1972-73   | Jesús Moreno Manzaneque  |
|           | Manolo Bademunt          |
| 1973-74   | Jorge Solsona            |
|           | Manolo Bademunt          |
| 1974-75   | Miguel Bertral           |
|           | Vicente Sasot            |
| 1975-76   | Juan Vázquez Toledo      |
|           | Jorge Solsona            |
| 1976-77   | Jorge Solsona            |
|           | Manolo Buján             |
|           | Joaquín Carreras         |
| 1977-78   | Ignacio López            |
| 1978-79   | Ignacio Martín Esperanza |
| 1979-80   | Ignacio Martín Esperanza |
|           | Manolo Buján             |
| 1980-81   | Luis Aloy                |
|           | Manolo Buján             |
| 1981-82   | Manolo Buján             |
| 1982-83   | Roberto Álvarez          |
| 1983-84   | Roberto Álvarez          |
| 1984-85   | Roberto Álvarez          |
| 1985-86   | Jordi Gonzalvo           |
| 1986-87   | Jordi Gonzalvo           |
| 1987-88   | Jordi Gonzalvo           |
| 1988-89   | Koldo Aguirre            |
|           | José Manuel Esnal "Mané" |
| 1989-90   | José Manuel Esnal "Mané" |
| 1990-91   | José Manuel Esnal "Mané" |

| Temporada | Entrenador               |
| --------- | ------------------------ |
| 1991-92   | José Manuel Esnal "Mané" |
| 1992-93   | José Manuel Esnal "Mané" |
| 1993-94   | José Manuel Esnal "Mané" |
| 1994-95   | José Manuel Esnal "Mané" |
| 1995-96   | Antonio López            |
|           | Ramon Puig Solsona       |
|           | Txetxu Rojo              |
| 1996-97   | Txetxu Rojo              |
|           | Miguel Rubio             |
|           | Paco Martínez Bonachera  |
| 1997-98   | Juande Ramos             |
| 1998-99   | Miquel Corominas         |
|           | Miguel Rubio             |
|           | Víctor Muñoz             |
| 1999-00   | Víctor Muñoz             |
| 2000-01   | Miguel Rubio             |
|           | Quique Hernández         |
| 2001-02   | Carles Viladegut         |
|           | Paco Martínez Bonachera  |
| 2002-03   | Paco Martínez Bonachera  |
| 2003-04   | Paco Martínez Bonachera  |
|           | Miguel Rubio             |
| 2004-05   | Miguel Rubio             |
| 2005-06   | Miguel Rubio             |
|           | David Vidal              |
| 2006-07   | Felipe Miñambres         |
|           | Esteban Vigo             |
|           | Manolo Buján             |
| 2007-08   | Javier Zubillaga         |
| 2008-09   | Emili Vicente Vives      |
| 2009-10   | Emili Vicente Vives      |
| 2010-11   | Emili Vicente Vives      |

### Entrenadores con más partidos en Primera División
| Posición | Nombre                   | PJ | PG | PE | PE | GF | GC | DG  |
| -------- | ------------------------ | -- | -- | -- | -- | -- | -- | --- |
| 1°       | José Manuel Esnal "Mané" | 38 | 7  | 13 | 18 | 29 | 48 | -19 |
| 2°       | Emilio Vidal Llanes      | 17 | 2  | 1  | 14 | 28 | 83 | -55 |
| 3°       | Francisco Pirla Urrea    | 13 | 4  | 0  | 9  | 13 | 51 | -38 |

## Palmarés

### Torneos nacionales
- Segunda división española (1): 1992-93
- Segunda división B española (2) 1989-90, 2003-04
- Subcampeones de la Segunda división española en 1950
- Subcampeones de la Segunda división B española en 1987
- Subcampeones de la Tercera división española en 1958
- Subcampeones de la Copa Cataluña en 1992 y 1999

### Trofeos amistosos
- Trofeo Ciudad de Lérida (Lleida) (10): 1987, 1992, 1994, 1995, 1997, 2000, 2004, 2006, 2007, 2008
- Trofeo Nostra Catalunya (6): 1974, 1975, 1977, 1981, 1986, 1987
- Trofeo Costa Brava (1): 1994
- Trofeo Diputación Foral de Álava (1): 1994